# 라 마드라스트라 (2022년 텔레노벨라)
《라 마드라스트라》(스페인어: La madrastra)는 2022년 방영된 멕시코의 텔레노벨라이다.